# Прайминг
Прайминг (эффект предшествования, фиксированная установка) (англ. priming) — в психологии представляет механизм имплицитной памяти, обеспечивающий неосознаваемое и непроизвольное влияние некоторого стимула на обработку последующих стимулов. Прайминг проявляется в изменении скорости или точности реакции на последующие стимулы, или же в более вероятном спонтанном воспроизведении первого стимула в подходящих условиях. При этом следует различать само воздействие, собственно, прайминг, и получаемые изменения скорости или эффективности обработки стимула, так называемые прайминг-эффекты.
Общий принцип прайминга проявляется на широком диапазоне различных стимулов (похожие изображения, близкие по смыслу слова, эмоционально окрашенные ситуации и т. д.), во множестве модальностей (зрительной, слуховой, тактильной и т. д.), а также между сигналами разной модальности. Опираясь на это, выделяется множество видов прайминга, таких как аффективный прайминг, культурный прайминг и т. д., однако наиболее часто упоминаются перцептивный и семантический. При этом, широта проявлений и многообразие форм прайминга требует введения дополнительных классификаций по другим основаниям, как например, осознаваемый/неосознаваемый прайминг (по осведомлённости человека о наличии стимуляции) или позитивный/негативный (по тому, в каком направлении происходит изменение характеристик ответа на последующие стимулы).
Частным случаем прайминга является эффект привязки — особенность оценки числовых значений человеком, из-за которой она смещается в сторону ранее воспринятых чисел, даже если эти числа не имеют никакого отношения к оцениваемому значению.

## Классификации прайминга

### Эмоциональный и когнитивный прайминг
Эмоциональным праймингом называется влияние эмоционально окрашенного стимула на последующие действия или принятие решений. Так, предъявленное изображение недовольного заведующего кафедрой влияло на описание студентами самих себя и своих идей в негативном ключе. Аналогичные эффекты проявлялись при предъявлении представителям католической церкви изображения недовольного Папы Римского.
Когнитивным, в рамках данной классификации, называют прайминг, связанный с познавательной деятельностью. Большинство рассматриваемых обычно эффектов относятся к данному типу, как например, перцептивный и семантический прайминг.

### Перцептивный и семантический прайминг
Перцептивный прайминг связывается с улучшением восприятия объектов, сходных по форме с предъявленным ранее. Эффект сохраняется несмотря на изменение параметров стимула при повторном предъявлении (размер, поворот изображения), но становится несколько ниже. Улучшение восприятия (большая его точность или скорость) сопровождается снижением активности в зрительной коре. Предположительно это может объясняться исключением из ответной реакции отдельных нейронов, вклад в общую активность продолжают давать только нейроны, узко связанные с обработкой стимулов, подобных предъявленному.
Семантический прайминг — улучшение распознавания стимулов, связанных с предъявленными ранее по смыслу, как, например, ускорение распознавания слова «медсестра» после слова «доктор», относительно случая предъявления слова «медсестра» после не связанных слов. Впервые само явление прайминга было выявлено именно на примере семантического прайминга, в рамках изучения структуры семантической памяти в 1971 году Д. Майером и Р. Шваневельдом. Существуют противоречивые данные по продолжительности эффектов семантического прайминга, обычно кратковременного, но иногда фиксируемого спустя неделю, а в некоторых исследованиях и спустя год, но начало его действия может быть практически мгновенным.
Ранее многими исследователями полагалось, что различие между перцептивным праймингом и семантическим связано лишь с глубиной переработки информации, другими предполагалось, что это качественно различные процессы. Несмотря на то, что семантический прайминг связан с активностью в левой префронтальной коре, позднее стало понятно, что процессы находятся в тесном взаимодействии, настолько, что изоляция этих видов друг от друга в экспериментальных условиях довольно затруднительна. Так, к примеру, для исключения эффекта семантического прайминга недостаточно использовать бессмысленные слова, поскольку подстроки таких слов, частично связанные по смыслу с последующими словами, оказывают воздействие на восприятие последующих слов.

### Позитивный и негативный прайминг
Позитивный прайминг ускоряет обработку воздействующего стимула или улучшает точность этой обработки, однако также может быть достигнут обратный результат, так называемый негативный прайминг. Так человек будет с меньшей эффективностью или за большее время распознавать стимулы, которые ранее ему требовалось игнорировать, поскольку у него сформировалась установка их не замечать. Подобное подавление связано с активностью в правой средней лобной извилине и левой средней височной извилине.

### Осознаваемый и неосознаваемый прайминг
Неосознаваемым праймингом называют воздействие стимула, наличие которого не осознаётся. Это достигается за счёт кратковременного предъявления или маскировки стимула. Таким образом, неосознаваемый прайминг по сути является праймингом подпороговым, а ссылка на осознание в названии создаёт лишнюю путаницу, поскольку сам эффект прайминга не осознаётся.
При этом, даже когда стимул предъявляется подпорогово, эффекты перцептивного прайминга сохраняются, в том числе при поворотах стимула и изменении его размера. Также при подпороговом предъявлении наблюдаются эффекты семантического прайминга, что означает наличие семантической обработки подпороговой информации.

## Применение в исследованиях
Прайминг не только является самостоятельным предметом изучения, но часто используется в качестве вспомогательного средства, когда по его наличию или величине судят о состоянии или устройстве некоторых психических функций.
Величина прайминг-эффекта используется в качестве меры близости понятий при составлении семантических сетей. Также, изменение в величине эффекта перцептивного прайминга может служить свидетельством в диагностике определённых неврологических нарушений, перцептивные прайминг-эффекты могут изменять свои характеристики в случаях расстройств аутистического спектра, а в случаях личностных расстройств может фиксироваться изменение эффектов эмоционального прайминга.
Семантический прайминг широко используется в психолингвистике для моделирования систем понятий у билингвов. Склонность повторять услышанную или высказанную ранее синтаксическую конструкцию выделяют в качестве отдельного устойчивого эффекта — синтаксического прайминга.
В исследованиях социальных стереотипов и иных представлений, подверженных социальной желательности, для выявления скрытых установок используется Имплицитный ассоциативный тест (ИАТ), который основан на эффекте прайминга. Наличие ассоциаций оценивается по величине времени реакции при сопоставлении предъявляемых категорий, тесно связанные категории сопоставляются быстрее.